# Carl Gustaf af Leopold

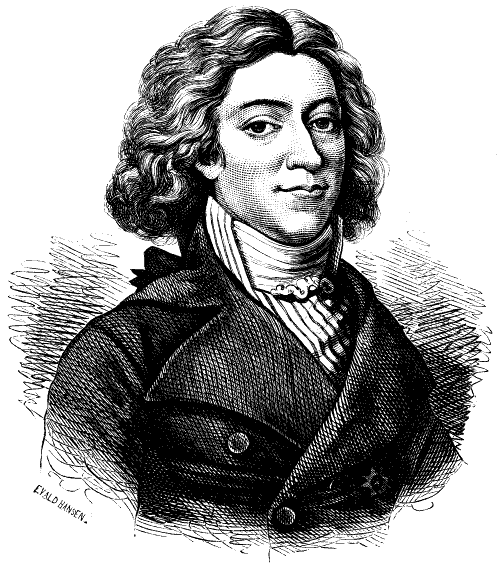
Carl Gustaf af Leopold

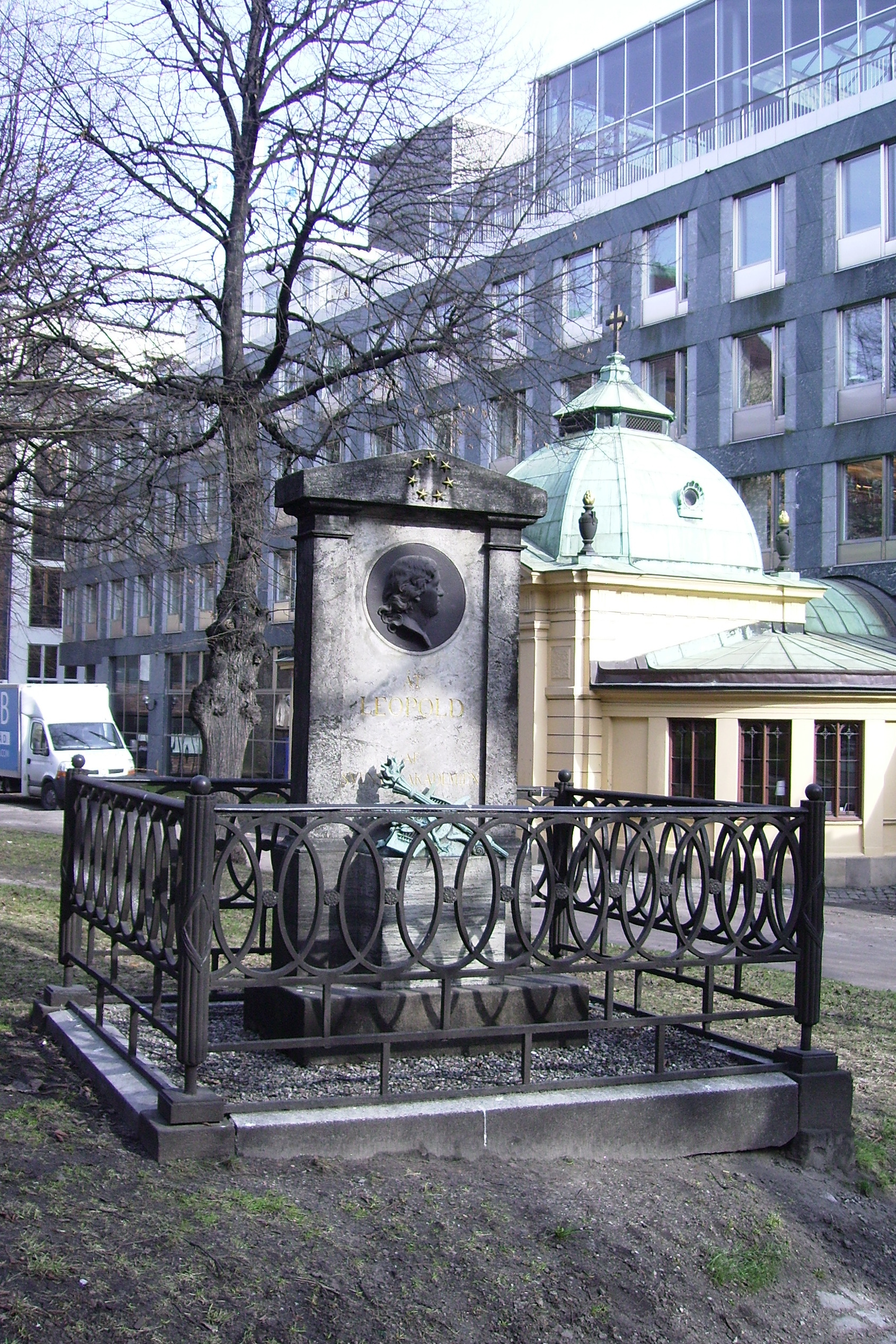
Af Leopolds Grab an der Klarakirche in Stockholm

Carl Gustaf af Leopold (* 3. April 1756 in Stockholm; † 9. November 1829 ebenda) war ein schwedischer Dichter und Schriftsteller.
Er wurde unter dem Namen Carl Gustaf Leopoldt geboren. Sein Vater war Zollbeamter. Er wuchs in Norrköping auf. Ab 1773 studierte er in Uppsala. Nach seinem Studium war er zunächst als Hauslehrer tätig. Leopold trat zuerst mit zeittypischen Huldigungsgedichten hervor und machte sich 1778 einen Namen mit einem Gedicht auf die Geburt des Kronprinzen Gustav Adolf. Leopold war ein Vertreter der schwedischen Aufklärung und verfasste Gedichte im Stil des französischen Klassizismus. In Thomas Thorild bekämpfte Leopold den ihm verhassten Sturm und Drang.
Carl Gustaf af Leopold war ein enger Mitarbeiter des Königs Gustav III., insbesondere nach dem Rückzug von Johan Henrik Kellgren. 1786 war Leopold ein Gründungsmitglied der vom König gestifteten Schwedischen Akademie. Leopold wurde vom König zum Hofsekretär ernannt. Carl Michael Bellman widmete Leopold eines seiner schönsten Lieder (Hvila vid denna källa, Fredmans epistel Nr. 82).
Neben Gedichten schrieb Leopold auch Dramen, Novellen und Kirchenlieder.
Leopold gelang es, sich unter verschiedenen Regimen zu behaupten. Nach der Ermordung von Gustav III. war er unter der nachfolgenden Vormundschaftsregierung unter Herzog Carl und Freiherr Gustaf Adolf Reuterholm gleichermaßen gut angesehen wie unter der Alleinherrschaft des Königs Gustav IV. Adolf und der konstitutionellen Monarchie nach dem Staatsstreich von 1809.
1801 verfasste Leopold im Auftrag der Schwedischen Akademie eine Maßstäbe setzende Schrift über die Rechtschreibung der schwedischen Sprache. 1809 war Leopold an der Ausarbeitung des Artikels über die Pressefreiheit in der schwedischen Verfassung beteiligt. Im gleichen Jahr wurde er geadelt und nahm der Namen af Leopold an. 1821 erblindete er.
Leopold blieb sein ganzes Leben dem Geist der Aufklärungszeit und dem französisch geprägten Klassizismus treu. Dies trug ihm die Bewunderung Tegnérs, aber die Abneigung der Romantiker ein.
Esaias Tegnér charakterisierte Leopold treffend in seinem Gedicht zum 50. Jahrestag der Schwedischen Akademie:
Och han som slöt den långa sångarraden
och lefde länge för att sörja den,
en rosenkrans med taggar mellan bladen,
behagens, skämtets, tankens, GUSTAVS vän.
Han som bar kronan i de vittras gille,
en lagrad veteran i Vettets sold,
kanske ej främst som skald, men främst som snille
som ville ädelt, kunde hvad han ville,
den blinde Siaren TIRESIAS-LEOPOLD.
(Und er, der die lange Reihe der Sänger [aus der Zeit der Gründung der Akademie] schloss / und lange genug lebte, um sie zu betrauern / ein Rosenkranz mit Dornen zwischen den Blättern. / Der Freund des Behagens, des Scherzes, des Gedankens, der Freund Gustavs [III.]. / Er der die Krone in der Zunft der Weisen trug, / ein mit Lorbeer gekrönter Veteran im Dienst des Wissens, / vielleicht nicht der Beste als Dichter, aber der Beste als Geist / der Edles wollte, und konnte, was er wollte, / der blinde Seher Tiresias [eine Anspielung auf den blinden Seher Teiresias aus der griechischen Mythologie]-Leopold.)
Leopold war ab 1786 Mitglied der Kungliga Vetenskaps- och Vitterhetssamhället i Göteborg, ab 1804 der Königlich Schwedischen Akademie der Wissenschaften und ab 1814 der Königlich Schwedischen Musikakademie.

## Werke
- Kärlekens Erics-Gata: Sanfärdig Roman. Upsala, 1778.
- Frigga. Opera i En Act. Stockholm, 1787. (Digitalisat in der Digitalen Bibliothek Mecklenburg-Vorpommern)
- Samlade Skrifter. 3 Bde. Stockholm, 1800–1802.